# Posca
La posca fue una bebida popular en la Antigua Roma que consistía en vinagre y agua (acetum cum aqua mixtum). A veces se empleaban vinos de poca calidad que acababan avinagrándose, por lo que se mezclaba con hierbas aromáticas. Era una bebida muy típica en el ejército romano, en el Evangelio de San Juan se cuenta que un legionario se la ofreció a Jesucristo durante su crucifixión en el Gólgota, y se sabe que su uso se extendió hasta el periodo del Imperio bizantino.

## Bebida
Se cree que la bebida recibe su nombre de la mezcla del latín: poto (beber) o del griego epoxos (picante). De la misma forma oxos en griego significa vinagre. Es muy posible que fuese una bebida medicinal en la época griega. La bebida de vino de gran calidad mezclado con agua era signo de indisciplina, de esta forma describe Apiano que las tropas de Lucio Licinio Lúculo en la conquista de Hispania se aprovisionaron de esta bebida.